# Kacskovics Imre
Kacskovics Imre (Budapest, 1961. szeptember 23. –) állatorvosdoktor, immunológus, Peter S. Freudenthal professzor, az Eötvös Loránd Tudományegyetem Természettudományi Kar dékánja és az ELTE TTK Biológiai Intézet Immunológiai Tanszék egyetemi tanára.

## Családja
Három gyermek édesapja.

## Tanulmányai
Kacskovics Imre a budapesti Állatorvostudományi Egyetemen szerzett állatorvosdoktor diplomát 1987-ben.
1991-ben oklevelet szerzett a Budapesti Műszaki Egyetemen Atomtechnikai és sugárvédelem szakon.
PhD értekezését 1998-ban védte meg az Állatorvostudományi Egyetemen, értekezésének címe: A sertés VH és CH immunglobulin génjeinek vizsgálata.

## Szakmai tevékenysége
1987 és 1989 között műszaki tudományos ügyintéző IV. az Állatorvostudományi Egyetemen. 1989–1991 között tudományos továbbképzési ösztöndíjas a Magyar Tudományos Akadémia TMB aspiránsprogramjában. 1991 és 1993 között tudományos segédmunkatárs, 1994 és 1998 között pedig doktorandusz Állatorvostudományi Egyetemen. 1999 és 2006 között tudományos főmunkatárs Szent István Egyetem Állatorvostudományi Kara Élettani és Biokémiai Tanszékén.
Többször volt külföldön meghívott kutatóként, illetve posztdoktorként többek között az Iowai Egyetem Mikrobiológia Tanszékén, az Egyesült Államokban, illetve a Karolinska Intézetben.
2001 és 2007 között tudományos főmunkatárs ELTE TTK Biológiai Intézete Immunológiai Tanszékén. 2004. december 10-én habilitált a Szent István Egyetem Állatorvos-tudományi Karán.
2007 és 2015 között egyetemi docens ELTE Immunológiai Tanszékén, 2015-től ugyanitt egyetemi tanár, majd ugyanezen év folyamán kinevezik tanszékvezetőnek.
2013-ban védte meg MTA doktora fokozatát (DSc). A disszertáció témája a "Háziállatok neonatális Fc receptorának (FcRn) karakterizálása; az FcRn fokozott kifejeződésén alapuló új transzgénikus technológia az immunválasz jelentős fokozására".
2019-ben az ELTE Természettudományi Kara dékánjává választották.
2019-ben Magyar Érdemrend tisztikeresztjével kitüntették.
2020-ban Gábor Dénes-díjban részült.

## Közéleti tevékenysége
- 2001–2007: Főtitkár – Magyar Immunológiai Társaság
- 2010–2013: Alelnök – Magyar Immunológiai Társaság
- 2013–2019: Nem akadémikus közgyűlési képviselő – Magyar Tudományos Akadémia
- 2013–2016: Elnök – Magyar Immunológiai Társaság
- 2019–2020: munkacsoport vezető –az Egészségipari Stratégia (biotechnológiai szektor) kidolgozása (Innovációs és Technológiai Minisztérium)
- 2020–2021: Elnök – MRK Természettudományi Bizottság
- Magyar Tudományos Akadémia és Magyar Immunológiai Társaság – Az immunológia világnapja (Day of Immunology) 2007, 2009, 2010, 2014, 2015; előadások: Ellenanyagok a rákterápiában, Védőoltások
- Magyar Tudományos Akadémia – Magyar Tudomány Ünnepe 2015 – Közérthetően a védőoltásokról
- 2017: National Geographic – Egerek és emberek
- 2017: ELTE – Az a célom, hogy az egyetem és az ipar kapcsolatát elmélyítsem
- 2018: Magyar Tudományos Akadémia tudomany.hu – A védőoltások mindnyájunkat védenek!
- 2020–: COVID 19 – számos médiában folyamatos megjelenés

## Publikáció
A Magyar Tudományos Művek Tára adatai szerint (2022 február) 69 tudományos cikk szerzője, illetve társszerzője, munkáira mintegy 1684 független hivatkozást kapott, Hirsch-indexe 29.
A Google Tudós szerint az alábbi 3 publikációja a legidézettebb:
- Dudok et al. (2015). Cell-specific STORM super-resolution imaging reveals nanoscale organization of cannabinoid signaling. Nature neuroscience 18 (1), 75-86.
- Fekete et al. (2004). Lipopolysaccharide induces type 2 iodothyronine deiodinase in the mediobasal hypothalamus: implications for the nonthyroidal illness syndrome. Endocrinology 145 (4), 1649-1655.
- Kelm et al. (1997). Genetic association between parameters of inmate immunity and measures of mastitis in periparturient Holstein cattle. J Dairy Sci 80 (8), 1767-75.

Megadott szabadalom (család):
Transgenic animal with enhanced immune response and method for the preparation thereof (EU: EP 2 097 444 B1, EP EP2559701 A1, Hong Kong: 2007323049, Ausztrália: AU2007323049, Kanada: CA2670389, Kína: CN101595128A; Japán: JP 5752355 B2)
Benyújtott szabadalom:
Hammarstrom, L. and I. Kacskovics (2001). Ruminant MHC class I-like Fc receptors (PCT/SE01/00202);
Method for preparing an improved ATG composition (PCT/EP2013/002773)
Mutated recombinant ACE2-Fc fusion protiens for the treatment of COVID-19 infections (P2100038; 2021)